# These Chains
These Chains è un singolo del gruppo musicale britannico Marillion, pubblicato nel settembre 1998 come unico estratto dal decimo album in studio Radiation.

## Tracce
1. These Chains – 4:28 (Steve Hogarth, Steve Rothery, Mark Kelly, Pete Trewavas, Ian Mosley)
2. Fake Plastic Trees (Live) – 4:56 (Thom E Yorke, Ed O'Brien, Colin Greenwood, Jonathan Greenwood, Phil Selway)
3. Memory of Water (Big Beat Mix) – 8:05 (Steve Hogarth, Steve Rothery, Mark Kelly, Pete Trewavas, Ian Mosley, John Helmer) – originariamente interpretata dai Radiohead

## Formazione
Gruppo
- Steve Hogarth – voce, pianoforte e percussioni aggiuntive, cori
- Steve Rothery – chitarra
- Pete Trewavas – basso, cori
- Mark Kelly – tastiera, cori
- Ian Mosley – batteria, percussioni

Produzione
- Marillion – produzione
- Stewart Every – coproduzione, ingegneria, missaggio